# Mulgouw

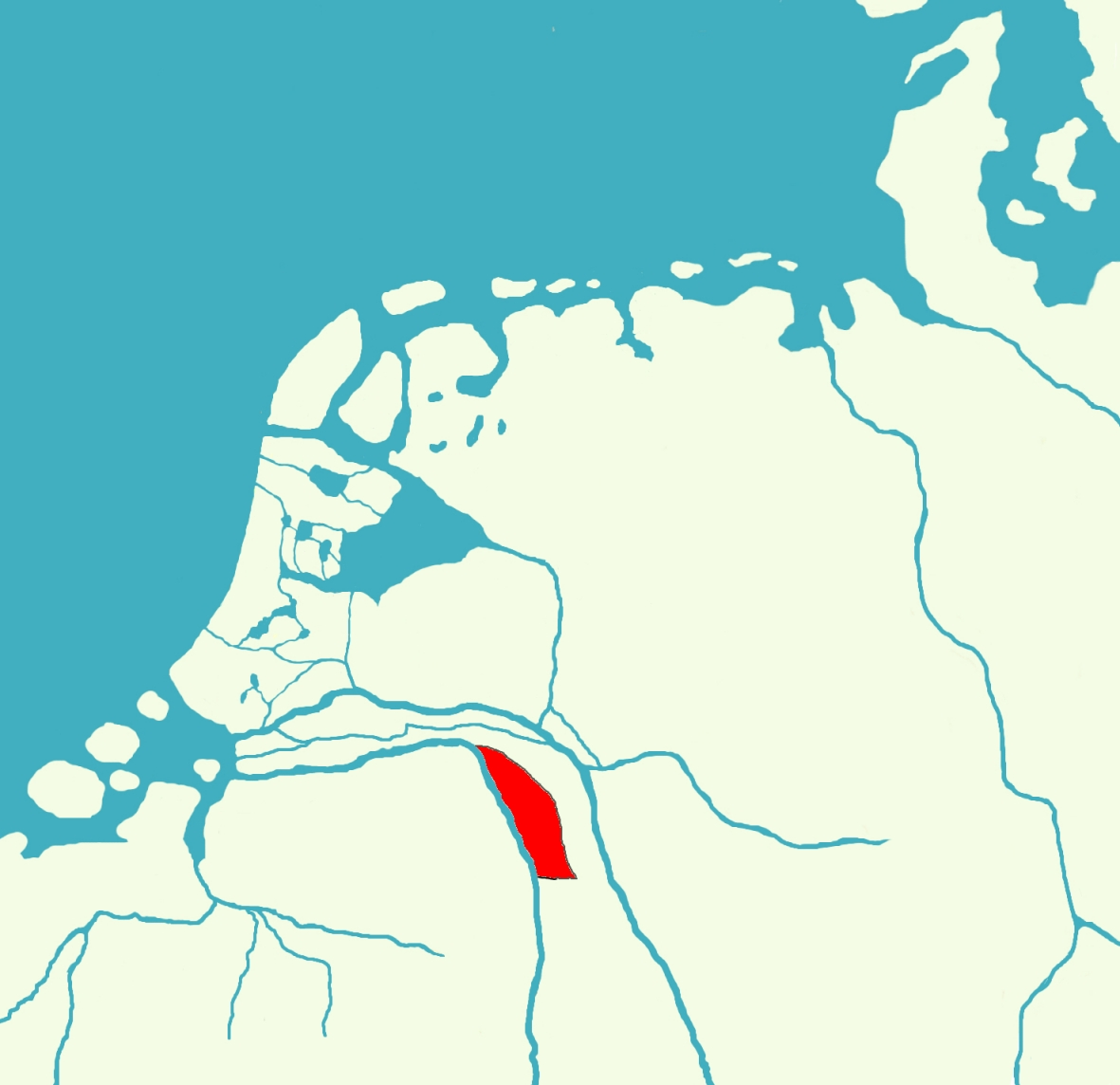
Ligging Mulgouw in het Frankische Rijk (vroege middeleeuwen)

Mulgouw was de naam van een bestuurlijk en administratief gebied in het Frankische Rijk, later in het Hertogdom Lotharingen en het Heilige Roomse Rijk. Het grootste deel van de Mulgouw ligt in hedendaags Duitsland, een smalle strook (de oostelijke Maasoever), ligt in Nederland.

## Beschrijving
De Mulgouw, soms ook Molengouw genoemd, hoorde eerst bij de Hettergouw, ook wel pagus Hattuariensis genoemd. Later viel de Hettergouw uiteen in de Duffelgouw, Keldagouw en Mulgouw. De Mulgouw werd bestuurd vanuit kasteel de Munt in Tegelen, totdat het Frankische Rijk uiteen viel.
De Mulgouw lag in het gebied tussen de Maas en een oude Rijn-arm, westelijk van de tegenwoordige rivier de Nederrijn. In het noorden lagen Gennep en Straelen, in het zuiden Erkelenz. De Mulgouw was meer dan 50 km lang en op het breedste stuk zo'n 20 km breed. In het zuidoosten grensde de Mulgouw aan de Gulikergouw, in het westen aan de Maasgouw.
De Mulgouw wordt voor het eerst op schrift benoemd in 837, bij een voorstel aan de landdag door Lodewijk de Vrome voor de verdeling van het Frankische Rijk. In dit stuk werd de Mulgouw genoemd in het Latijn: "comitatus Moilla".

## Etymologie
Er zijn verschillende verklaringen voor de oorsprong van het woord Mulbeek of Molenbeek. De meest voor de hand liggende verklaring is dat de Mulgouw naar de Mulbeek is genoemd; de Mulbeek voedde in de middeleeuwen de grachten van kasteel de Munt. Maar volgens Leopold Henrichs in zijn Geschichte der Stadt und des Landes Wachtendonck zou het woord van het Keltische moella afstammen, wat een gouw op een zich lang uitstrekkende landrug betekent.

## Plaatsen in de Mulgouw
(Verschillende plaatsen zijn opgegaan in grotere gemeenten)
- Amern, Beesel, Belfeld, Borschemich, Bracht, Brüggen, Boisheim, Dülken, Erkelenz, Elsen, Herongen, Hochneukirch, Jüchen, Mülfort, Rheindalen, Rickelrath, Mönchengladbach, Süchteln, Straelen, Tegelen, Velden, Venlo, Wanlo, Wachtendonk, Watern, Wegberg.